# Table de Poncet

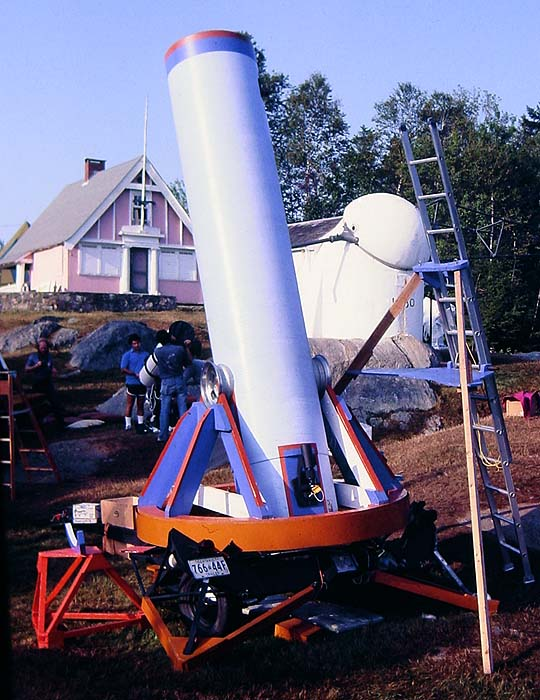
Un grand télescope newtonien portable sur une monture de style Poncet, modifiée avec des surfaces d'appui radiales.

La table de Poncet, plateforme Poncet ou monture Poncet est un type de monture équatoriale inventée dans les années 1970 par un astronome amateur français, Adrien Poncet. Son plateau principal, guidé par deux galets qui roulent sur un plan incliné, est animé d'un mouvement de rotation motorisable autour d'un pivot polaire, afin de permettre à tout appareil qui en est solidaire de suivre le mouvement apparent des étoiles dans le ciel nocturne. 
Ce perfectionnement des instruments d'observation céleste à monture azimutale du type télescope de Dobson peut être fabriqué à bon marché avec des matériaux simples et des outils classiques, ce qui a fait son succès auprès des astronomes amateurs.

## Origines et utilisation
La plateforme est inventée dans les années 1970 par Adrien Poncet, un amateur d'astronomie aux travaux duquel la revue française Ciel et Espace a alors déjà consacré plusieurs articles,.
Son objectif est d'ajouter la capacité de suivi équatorial à un instrument d'optique classique à simple monture azimutale. L'idée de base consiste à installer l'instrument sur une table entraînée dans une rotation d'amplitude limitée autour d'un axe visant l'étoile polaire. La table repose ainsi sur un pivot fixe et sur deux galets qui se déplacent dans le plan équatorial en roulant sur une plaque judicieusement inclinée dite « secteur lisse »,.  
Dans l'esprit de l'inventeur éponyme du télescope Dobson, qui promouvait l'utilisation de matériaux recyclés accessibles à tous afin de démocratiser l'observation du ciel, Adrien Poncet réalise son prototype originel pour son télescope newtonien de 150 mm de diamètre en contreplaqué, avec un pivot à clou, un plan incliné recouvert de formica pour faciliter les glissements et des boîtes en plastique de pellicules photo pour les pieds. 
La publication de l'invention dans le numéro de janvier 1977 du magazine Sky & Telescope et sa simplicité de mise en œuvre la popularisent dans le milieu de l'astronomie amateur aux États-Unis[source insuffisante], puis en Europe. Le concept a ainsi été utilisé pour porter de multiples instruments, du simple appareil photographique à des bâtiments d'observatoire entiers.  
La faible hauteur de la monture lui confère une bonne stabilité. Le seul réglage précis est celui de l'angle du plan incliné, qui doit correspondre à celui de l'équateur céleste. Il suffit ensuite à l'astronome amateur de fixer son télescope sur la monture pour obtenir la fonction supplémentaire de suivi dans la direction de l'ascension droite, avec suffisamment de précision pour l'observation à un grossissement élevé ou pour l'astrophotographie. 

### Limitations et améliorations
La monture de Poncet ne permet cependant guère les suivis d'une durée supérieure à une heure (soit 15° de rotation), en raison du risque de basculement de l'appareil : une étape de « réinitialisation » est alors nécessaire. En outre, la plateforme doit être conçue en fonction de la latitude relativement précise où elle va être utilisée, et ne permet donc pas un usage nomade ou la large commercialisation d'un modèle unique,. Enfin, la position inclinée des galets et du pivot leur fait subir de fortes contraintes mécaniques quand l'instrument supporté est lourd. 
Des améliorations ont été par la suite apportées à l'invention, notamment par Alan Gee, qui a proposé une surface d'appui cylindrique plus complexe pour remplacer le plan incliné, ou par Georges d'Autume qui a eu recours à un système de roulement conique sophistiqué. 
Des variantes sont équipées d'un viseur pour dégrossir la mise en station polaire. En revanche l'impossibilité définitive d'y installer un cadran gradué ne permet pas de recourir aux coordonnées équatoriales pour pointer précisément un objet. 
De nombreux amateurs continuent à motoriser la rotation de leur télescope avec la table Poncet.